# شهدخوار عربی
شهدخوار عربی (نام علمی: Cinnyris hellmayri) گونه‌ای از پرندگان خانواده شهدخواران است.
این گونه در عمان، عربستان سعودی و یمن یافت می‌شود.
این گونه مناطق صخره‌ای یا شنی و بستر رودخانه‌های خشک با درختان اقاقیا و کنار را ترجیح می‌دهد.